# 박우순
박우순(朴宇淳, 1950년 9월 15일 ~ )은 대한민국의 정치인으로, 제18대 국회의원이다.

## 학력
- 강원도 원주시 지정면 출생
- 지장초등학교 월송분교 졸업
- 원주중학교 졸업
- 원주고등학교 중퇴
- 대입 검정고시 합격
- 서울대학교 사회사업학 학사
- 공군방공포병학교 졸업

## 경력
- 원주가정법률상담소 이사장
- 원주시 노인생활협동조합 이사
- 강원환경시민연대 자문위원
- 강원도 변호사회 부회장
- 원주시 체육회 이사
- 원주가정법률상담소 이사장
- 박우순 법률 사무소 변호사

## 의정활동
- 제17대 대통령 선거 대통합민주신당 원주 선대 위원장
- 민주당 원주시 지역위원회 위원장
- 18대 국회의원(강원 원주시)
- 국회 법제사법위원회 위원
- 국회 기획재정위원회 위원

## 역대 선거 결과
|  | 27.71% |

|  | 16.67% |

|  | 20.92% |

|  | 43.13% |